# 鞭褐蛇鰻
鞭褐蛇鰻為輻鰭魚綱鰻鱺目糯鰻亞目蛇鰻科的其中一種，分布於西大西洋區，從美國北卡羅來納州至墨西哥灣海域，體長可達76公分，棲息在底層水域，屬肉食性。

## 擴展閱讀
維基物種上的相關：鞭褐蛇鰻